# Ratusz w Prudniku
Ratusz w Prudniku – zabytkowy ratusz miejski w Prudniku zbudowany w 1782 roku w stylu barokowo–klasycystycznym. Mieści się pośrodku Rynku, w centralnej części Starego Miasta.

## Historia

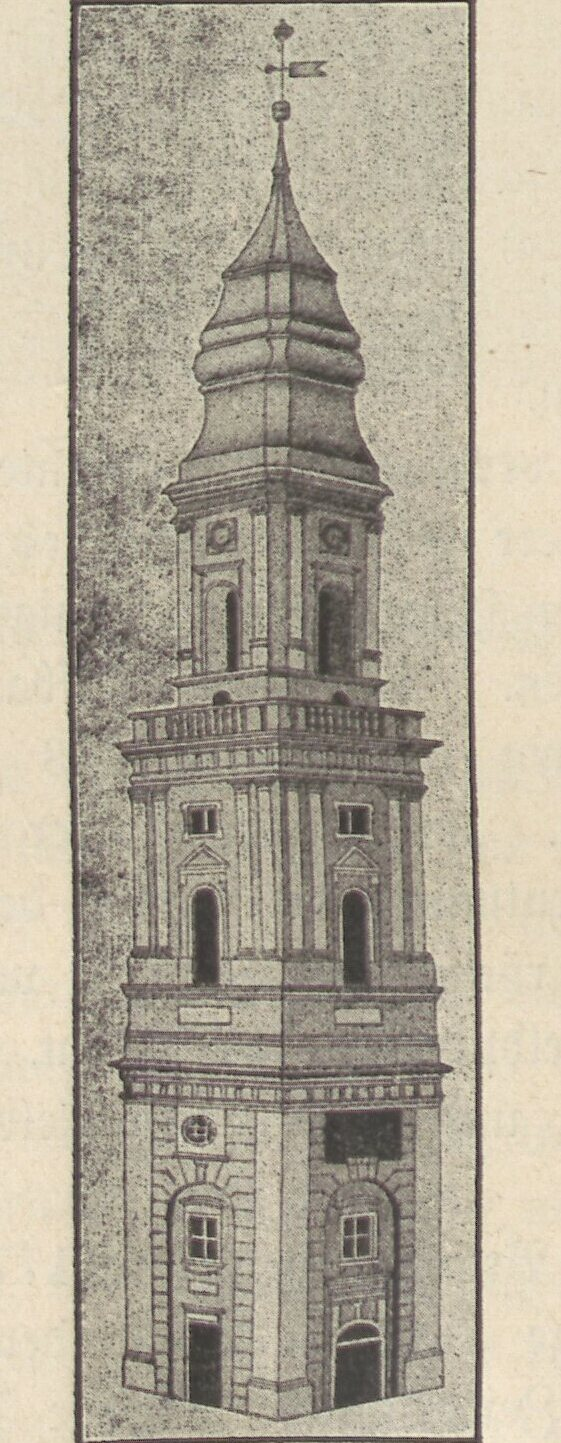
Wieża ratuszowa w 1782

Pierwszy ratusz w Prudniku został wzniesiony w XIII lub XIV wieku, prawdopodobnie z drewna. Został spalony przez Szwedów w 1627 roku. Kolejny budynek miał charakter barokowy i był niszczony w latach 1650, 1653, 1735 i 1779.
22 listopada 1642 z Opola do Prudnika wkroczyli Szwedzi. Zamierzali spalić miasto, ale dzięki negocjacjom do tego nie doszło. Podczas najazdu uszkodzeniu uległa wieża ratuszowa, którą wyremontowano dopiero w 1653. Odrestaurowana wieża uległa ponownemu uszkodzeniu. W sierpniu 1690 przeprowadzono jej powtórny remont od góry do krużganku według planu Martina Doleczcka ze Strzelec Opolskich.

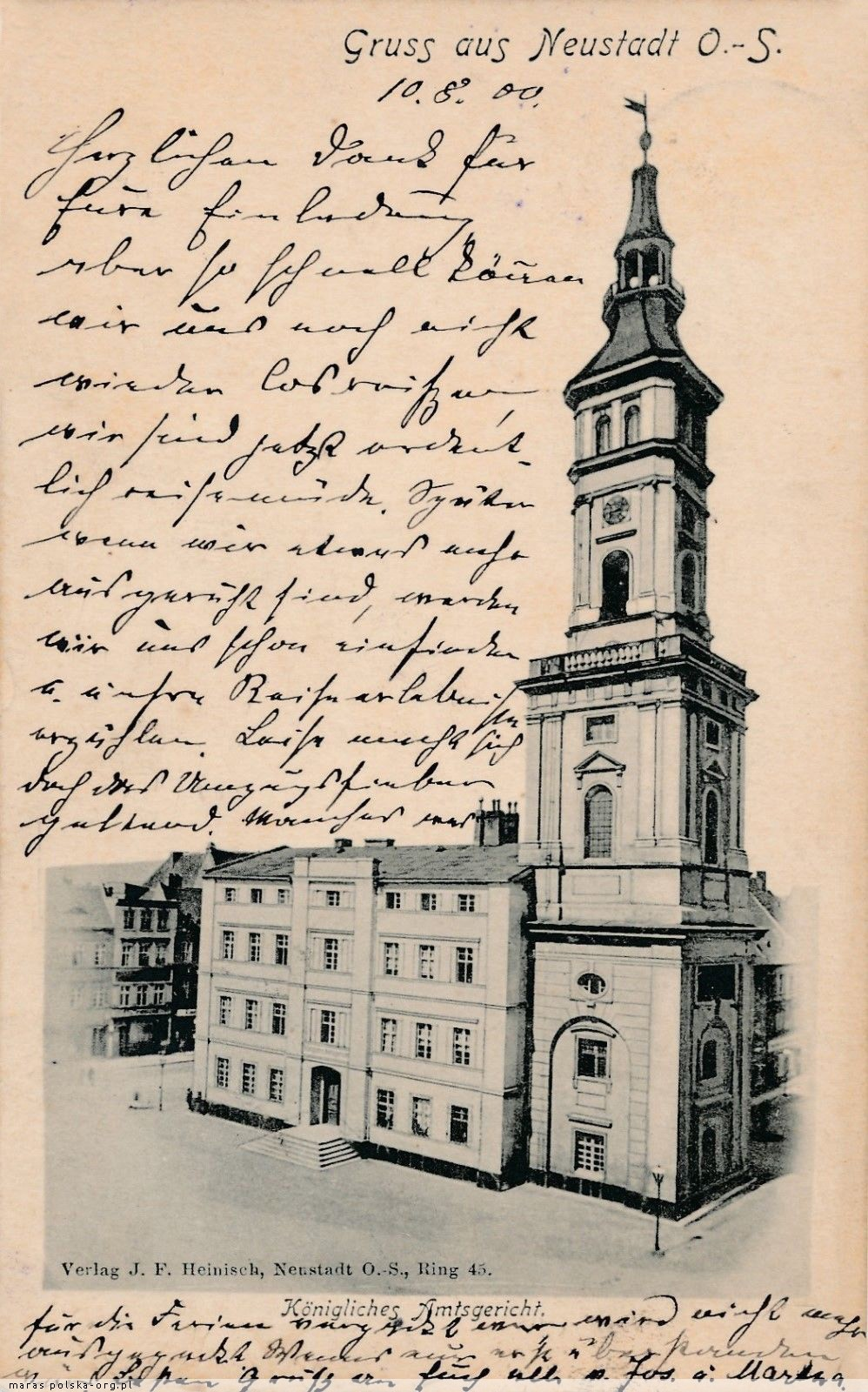
Ratusz w Prudniku na pocztówce z 1895

Według opisu ratusza z 1725, na jego piętrze odbywały się posiedzenia Rady Miejskiej, a w piwnicy mieściły się ławki mięsne. Powstały w wyniku austriackiego ostrzału 28 lutego 1779 w trakcie wojny o sukcesję bawarską pożar strawił ratusz wraz z zegarem i wieżą, którą na krótko przedtem odrestaurowano. Brakowało wody do gaszenia ognia, ponieważ w przeciągu 2 miesięcy nie padał deszcz, a śniegu było niewiele. Po pożarze ratusz został odbudowany od podstaw według planów architekta Thomasa ze Świdnicy. Jego budowę ukończono w październiku 1782. 20 sierpnia 1788 w ratuszu został zakwaterowany król pruski Fryderyk Wilhelm II.
W latach 1840–1842 podwyższono ratusz o półtora kondygnacji, pokryto go blachą cynkową i zaopatrzono w marmurowe schody. Drugie piętro ratusza, które od tej pory zajmował sąd, oraz attykę wzniesiono nakładem kosztów wysokości 7000 talarów. Podczas uroczystości 18 września 1842, na wieży osadzono gałkę, flagę oraz koronę. Krzyż osadzony na gałce wskazywał strony świata. W latach 1855–1859 wyremontowano jego wnętrze. W 1856 podwyższono wieżę ratuszową o jedno piętro i zaopatrzono ją w wygięty dach. Podwyższeniu uległa część rozpoczynająca się od mieszkania strażnika wieżowego, aż do zewnętrznego gzymsu. Prace z drewnem wykonali mistrzowie ciesielscy Carl i Friedrich Zeißner, natomiast prace kotlarskie kotlarz Hammetter. W gałce na szczycie umieszczono różne dokumenty wraz z rysunkiem wieży, przedstawiającym jej kształt w latach 1779–1856.
Planowana przebudowa ratusza została przerwana wybuchem I wojny światowej. Od 1929 do 1945 dwie sale ratusza zajmowało muzeum miejskie.

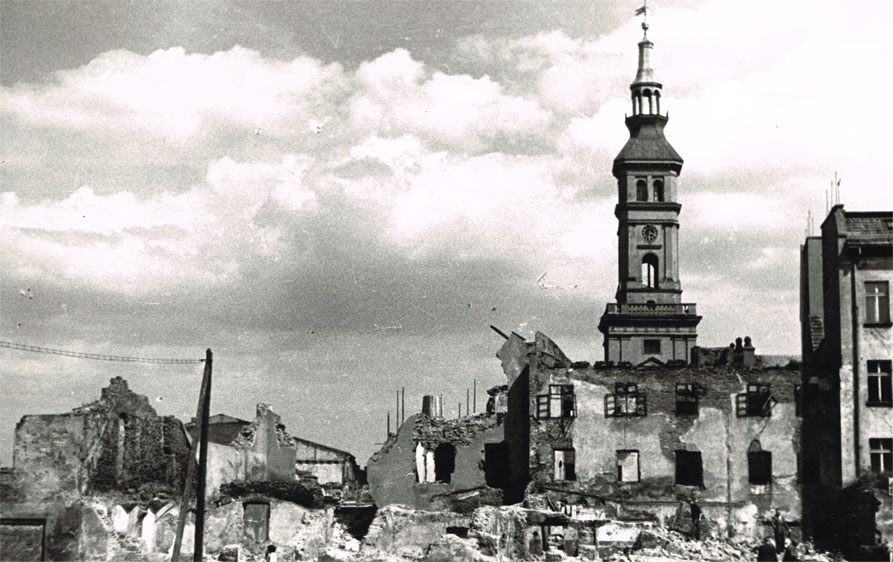
Wieża ratuszowa wśród ruin na przełomie lat 50. i 60. XX wieku

Ratusz nie ucierpiał podczas bombardowania Rynku przez lotnictwo radzieckie w 1945. Na przełomie maja i czerwca 1945 grupa Czechów przybyła do Prudnika i wywiesiła czechosłowacką flagę na ratuszu. Ogłosili przyłączenie Prudnika do Czechosłowacji. Zostali przegonieni przez polskich żołnierzy bez strzelaniny. Do lat 60. XX wieku budynek ratusza był porośnięty bluszczem.

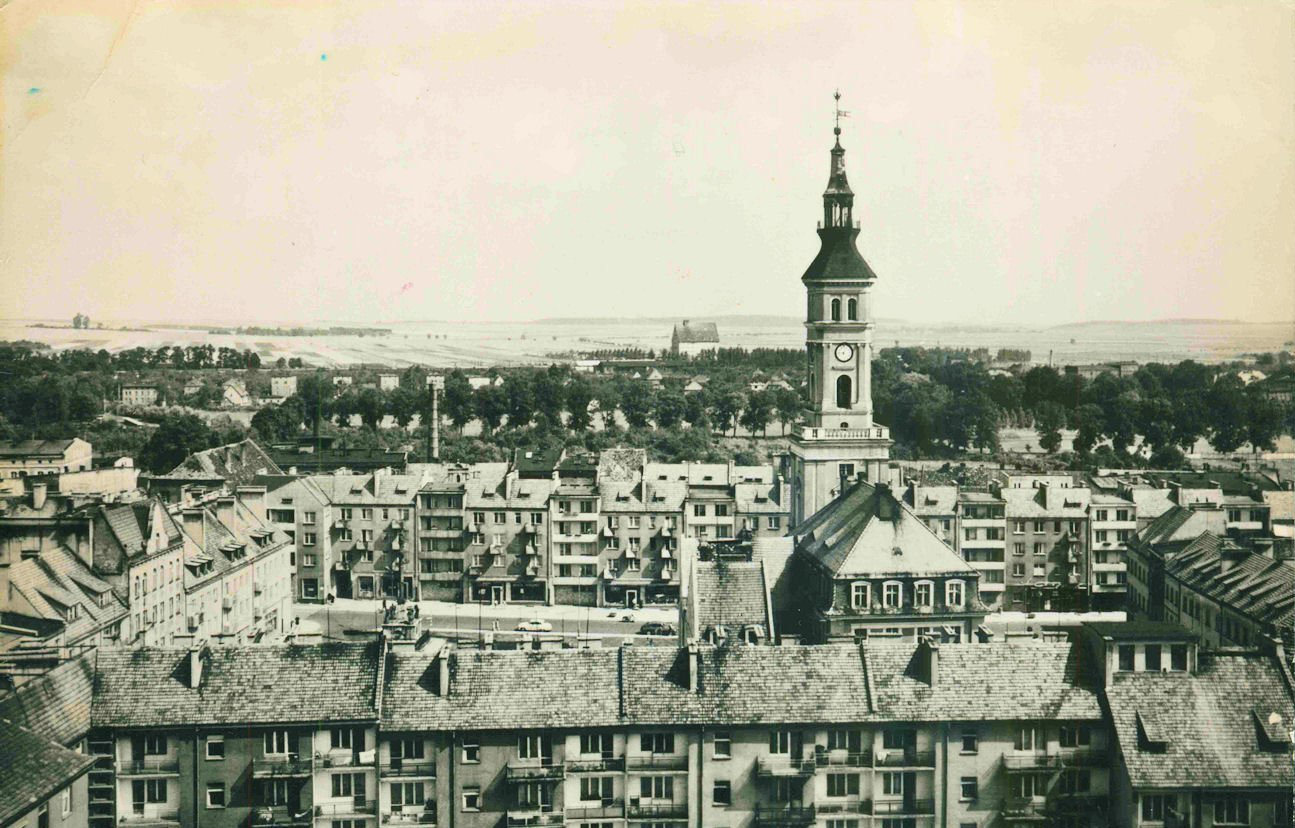
Widok na prudnicki ratusz z wieży kościoła św. Michała Archanioła (1965)

Podczas prac 24 marca 2000 roku z kuli na iglicy wieży wyjęto metalową, zalutowaną kapsułę, w której znajdowały się dokumenty z 1842. Dotyczyły one ówczesnego remontu wieży, zawierały listę fundatorów i ówczesnych władz miasta. Umieszczono w niej również lokalną gazetę, kilkanaście monet, a także kawałek ptasiej kości. Znalezisko zostało zdeponowane w Muzeum Ziemi Prudnickiej. Do kuli na iglicy trafiły jego kopie, a także druga kapsuła ze współczesnymi dokumentami, egzemplarzem lokalnej gazety i filmem ukazującym miasto i obrady Rady Miejskiej z 2000 roku.
W 2004 prudnicki ratusz został laureatem w ogólnopolskim konkursie „Zabytek Zadbany” organizowanym przez Narodowy Instytut Dziedzictwa.

## Architektura

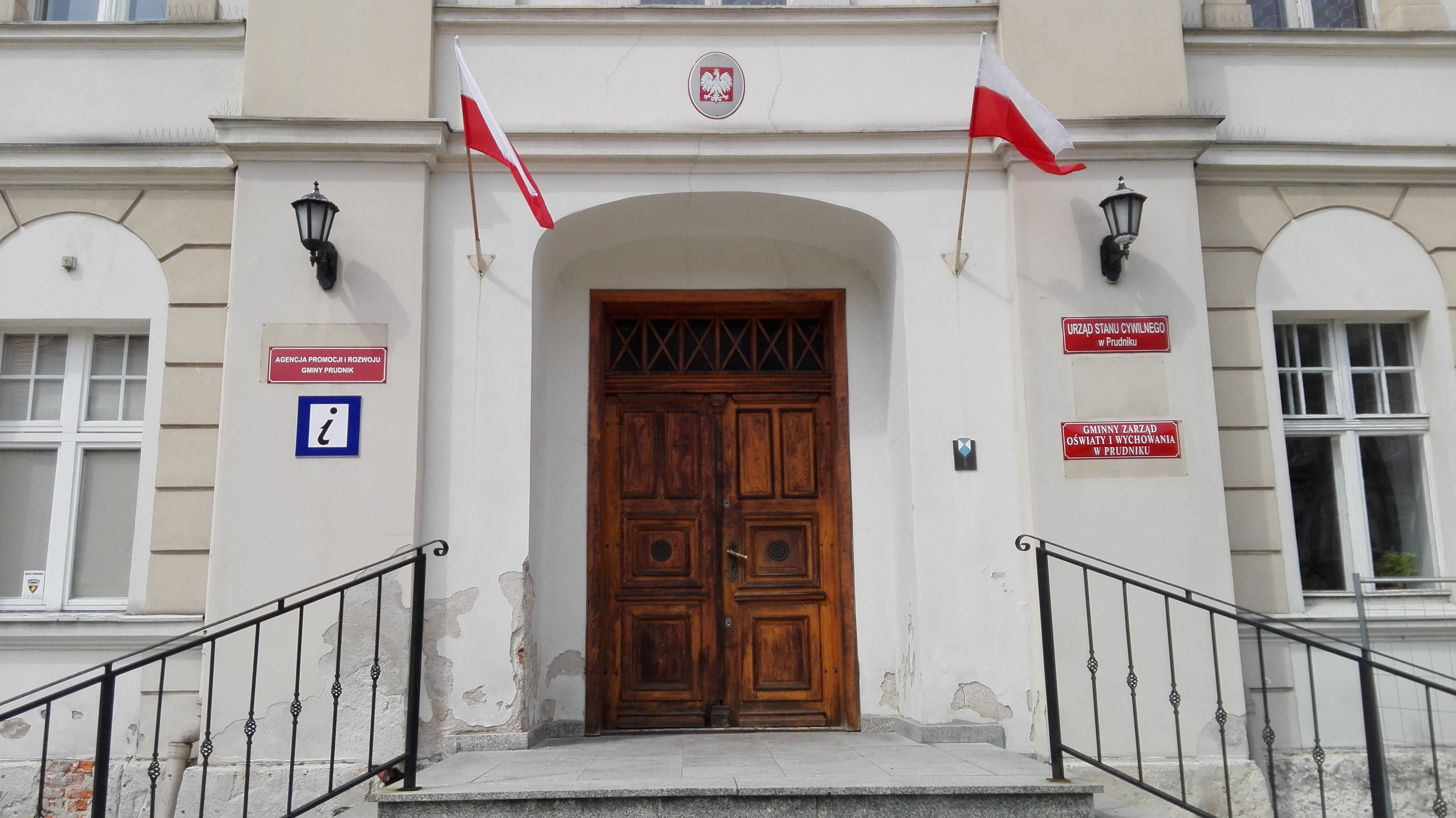
Wejście do urzędu stanu cywilnego w ratuszu

Ratusz liczy trzy kondygnacje oraz poddasze oraz jest częściowo podpiwniczony. Od północnej strony nad budynkiem dominuje przylegająca do niego klasycystyczna, wieloczłonowa wieża, zwieńczona hełmem i iglicą. Wieża mierzy 63 metry wysokości. W ratuszu mieści się Urząd stanu cywilnego, Gminny Zarząd Oświaty i Wychowania, a także Biuro Euroregionu Pradziad.

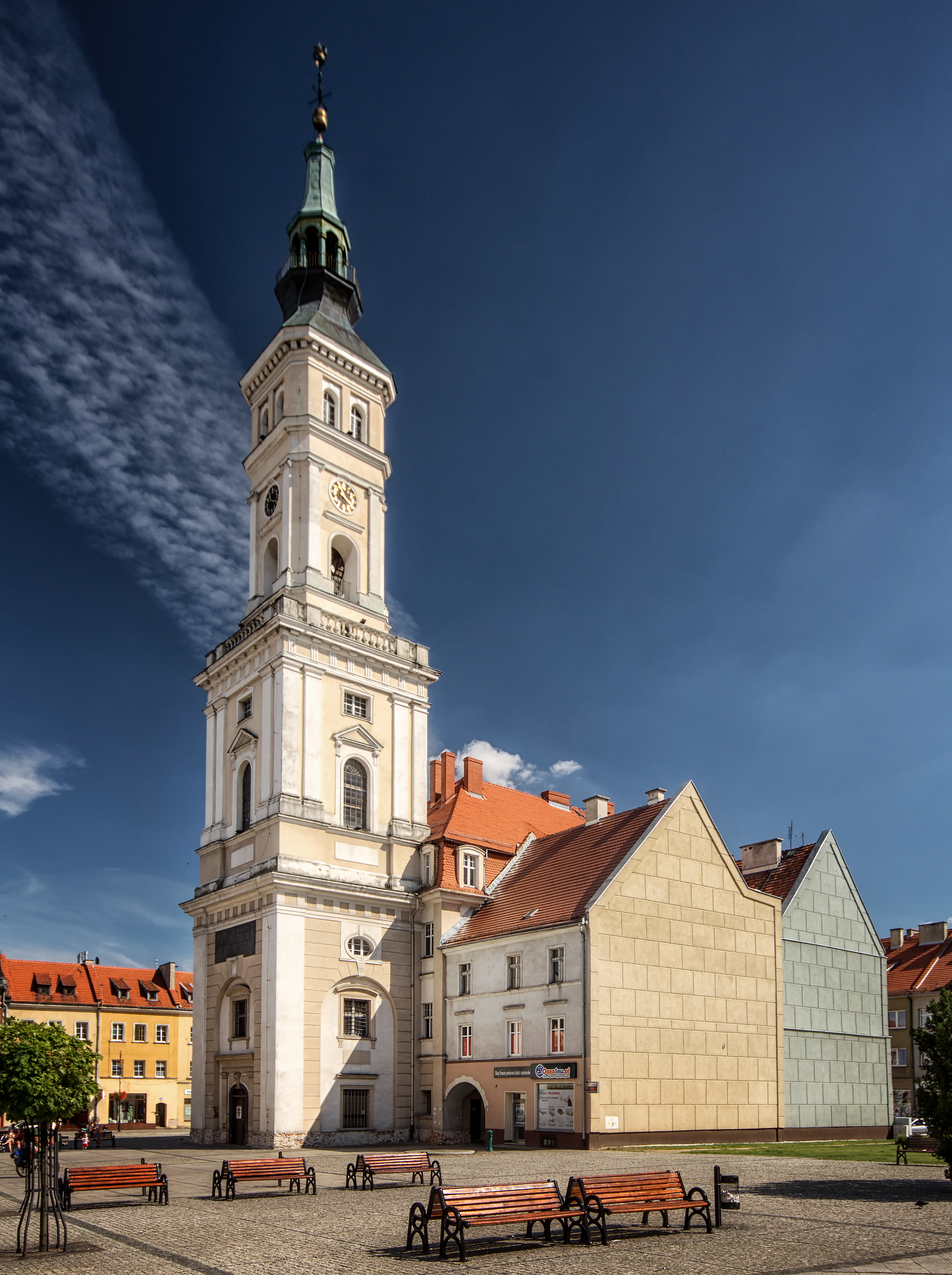
Widok na ratusz od strony ul. Zamkowej

Nad drzwiami na wieży ratusza umieszczona jest marmurowa tablica przypominająca o odbudowie miasta przez króla Fryderyka II. Niemiecki napis na tablicy głosi: „Królewskie miasto Prudnik na Górnym Śląsku, chwalebne i czcigodne, sławne dzięki handlowi, zostało obrócone w popiół i zniszczone 28 lutego 1779 roku w wyniku wściekłej napaści wroga. Spalony został także stary ratusz. Pod hojną opieką wielkiego, dostojnego, niezwyciężonego króla Prus, Fryderyka II, wyrozumiałego i litościwego, szczęśliwego ojca narodu, miasto odzyskało widoczny teraz blask i powstało szczęśliwie od nowa wraz z wieżą w roku Pańskim 1782.”

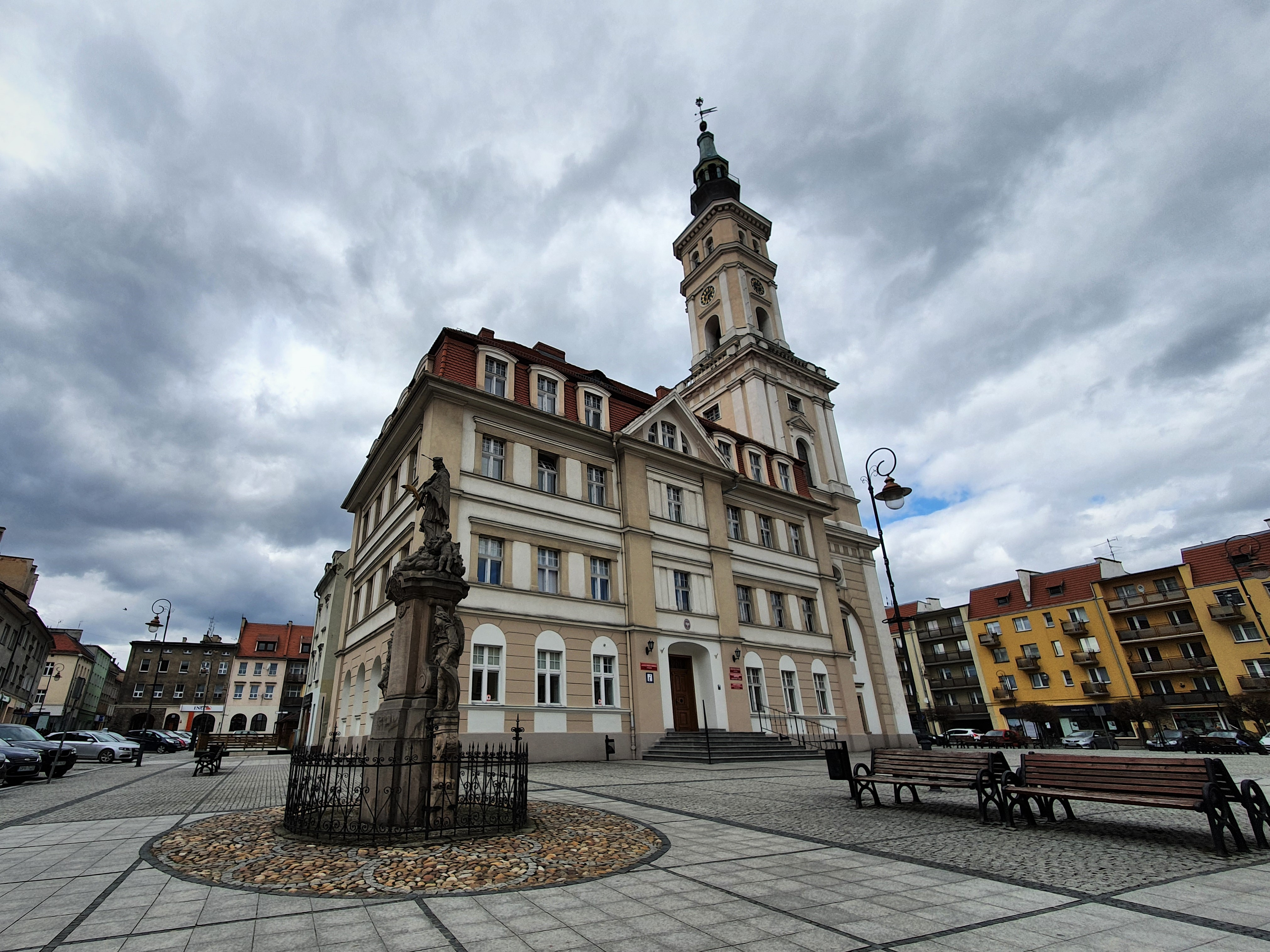
Ratusz z figurą Nepomucena

W sąsiedztwie budynku stoi fontanna z 1696 roku, a także figura św. Jana Nepomucena z 1733.

## Nawiązania i odniesienia w kulturze
„Podziurawiony granatami” ratusz stojący w centrum Rynku wspomniany został w powieści Lato umarłych snów autorstwa niemieckiego pisarza Harry’ego Thürka, przedstawiającej sytuację Niemców w Prudniku tuż po II wojnie światowej.